# 展望 (關西傑尼斯8單曲)
《展望》（日语：パノラマ）是關西傑尼斯8的第36張單曲，於2016年10月12日發行

## 概要
- 日本富士電視台動畫『魔物獵人物語 RIDE ON』（日语：モンスターハンター ストーリーズ RIDE ON）主題曲。

## 收錄曲目

### 初回限定盤A
CD
1. パノラマ 
  - 作詞：SHIKATA；作曲：SHIKATA、GRP；編曲：野間康介
2. background 
  - 作詞：高橋浩一郎、南口悠太；作曲、編曲：高橋浩一郎

特典DVD
1. 「パノラマ」Music Clip & Making製作花絮影像

### 通常盤
1. パノラマ
2. background
3. 王様クリニック by TAKATSU-KING 
  - 作詞、作曲：久保田利伸；編曲、製作：久保田利伸、柿崎洋一郎
  - 村上信五以TAKATSU-KING發表的個人曲目
  - 本人在日本電視台「月曜夜未央」節目播放時，正式將「KING」更名為「TAKATSU-KING」
4. Steal your love
  - 作詞：SHIKATA；作曲：SHIKATA、KAY；編曲：Peach
  - 錦戸亮與大倉忠義的unit曲
5. パノラマ (Original Karaoke)
6. background (Original Karaoke)

## 外部連結
- Sony music (中文) （页面存档备份，存于）
- INFINITY RECORDS （页面存档备份，存于）